# Stilobezzia fuscula
Stilobezzia fuscula är en tvåvingeart som beskrevs av Wirth 1952. Stilobezzia fuscula ingår i släktet Stilobezzia och familjen svidknott. Inga underarter finns listade i Catalogue of Life.